# Pararchidendron pruinosum
Pararchidendron pruinosum är en ärtväxtart som först beskrevs av George Bentham, och fick sitt nu gällande namn av Ivan Christian Nielsen. Pararchidendron pruinosum ingår i släktet Pararchidendron och familjen ärtväxter.

## Underarter
Arten delas in i följande underarter:
- P. p. junghuhnianum
- P. p. novo-guineense
- P. p. sumbawaense

## Bildgalleri

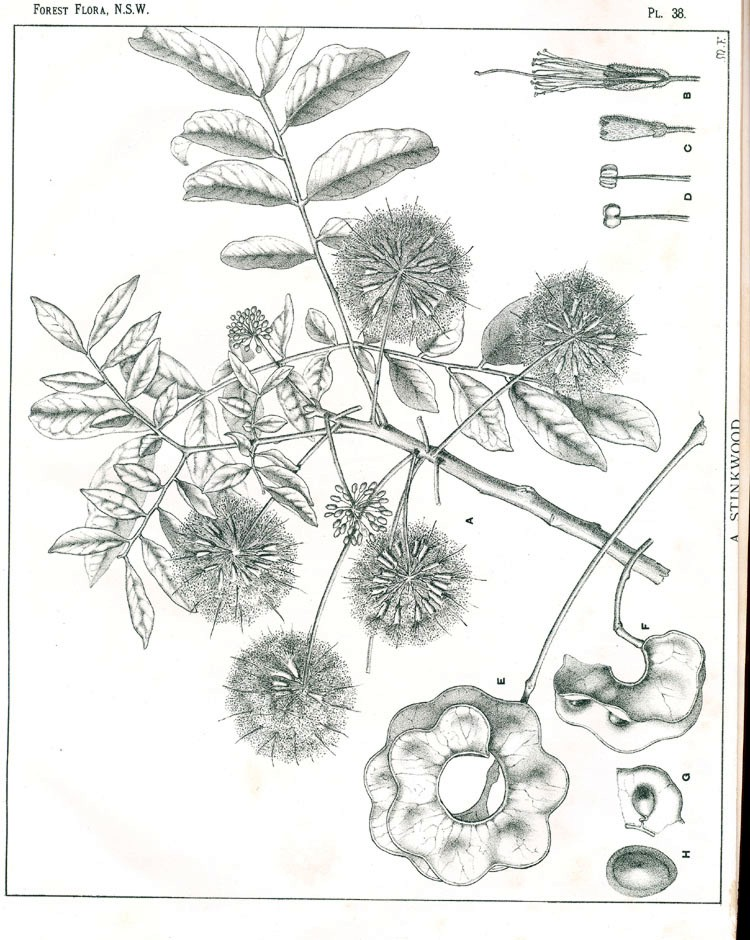
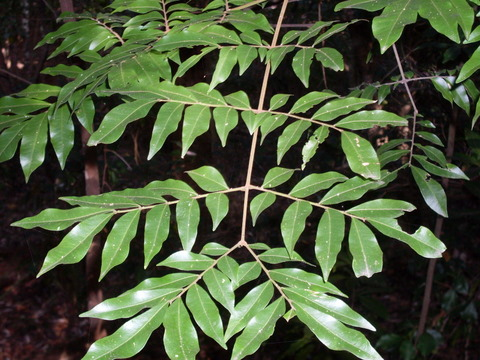
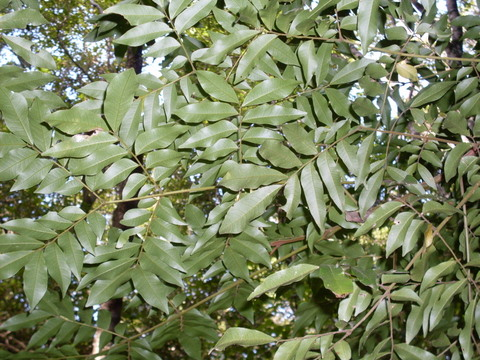
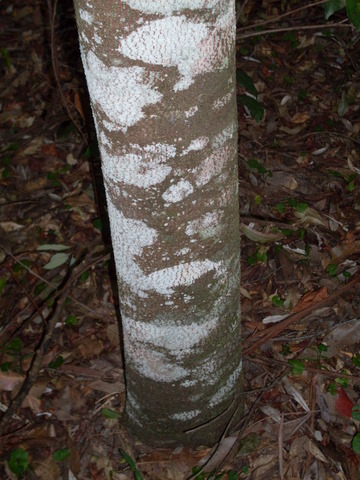